# Dreams (album de The Whitest Boy Alive)
Pour les articles homonymes, voir Dream.
Albums de The Whitest Boy Alive
Rules
(2009)
Dreams est le premier album du groupe d'indie pop allemand The Whitest Boy Alive sorti le 4 septembre 2006 sur le label Service Records.

## Liste des pistes
| Dreams | Dreams        | Dreams | Dreams | Dreams | Dreams | Dreams | Dreams | Dreams | Dreams |
| No     | Titre         | Durée  |        |        |        |        |        |        |        |
| ------ | ------------- | ------ | ------ | ------ | ------ | ------ | ------ | ------ | ------ |
| 1.     | Burning       | 3:11   |        |        |        |        |        |        |        |
| 2.     | Above you     | 3:15   |        |        |        |        |        |        |        |
| 3.     | Inflation     | 3:50   |        |        |        |        |        |        |        |
| 4.     | Fireworks     | 3:12   |        |        |        |        |        |        |        |
| 5.     | Done with you | 5:24   |        |        |        |        |        |        |        |
| 6.     | Don't give up | 5:55   |        |        |        |        |        |        |        |
| 7.     | Figures       | 3:57   |        |        |        |        |        |        |        |
| 8.     | Borders       | 5:30   |        |        |        |        |        |        |        |
| 9.     | Golden cage   | 4:02   |        |        |        |        |        |        |        |
| 10.    | All ears      | 3:20   |        |        |        |        |        |        |        |
| 41:34  |               |        |        |        |        |        |        |        |        |